# Раздельный переулок (Ижевск)
Разде́льный переу́лок — переулок в жилом районе «Север» Октябрьского административного района города Ижевска. Проходит от улицы Вадима Сивкова до улицы Коммунаров.
Нумерация домов ведётся от улицы Вадима Сивкова.
Точное время возникновения переулка неизвестно. Первое упоминание в документах относится к 1926 году.

## Расположение и маршрут
Раздельный переулок находится к северу от центра города, на территории Октябрьского района.
Проходит с запада на восток между улицей Шумайлова и Северным переулком. Начинается на улице Вадима Сивкова в 12-м микрорайоне. Пересекает Красноармейскую и Пушкинскую улицы, проходит через сквер имени Шувалова, пересекает улицу Щорса и заканчивается на улице Коммунаров у завода «Редуктор».
С нечётной (северной) стороны примыкают Спортивный переулок и Новая Восьмая улица.

## Примечательные здания и сооружения
По нечётной стороне
По чётной стороне
- дом 20 — Ижевский хлебозавод № 5

## Транспорт
По состоянию на 2015 год переулок имеет асфальтовое покрытие от Пушкинской улицы до улицы Коммунаров. Ширина проезжей части на этом участке — 2 полосы. В частном секторе 12-го микрорайона асфальтовое покрытие отсутствует. Маршруты общественного транспорта по переулку не проходят.
Добраться до переулка можно следующим транспортом:
- Троллейбус № 1, 4, 7, автобус № 19, 26, 28, 39, маршрутное такси № 52 (ост. Городская администрация)
- Трамвай № , ,  (ст. Международный университет, Производственное объединение «Редуктор»)